# Opus (codec)
Opus (originalmente Harmony), desenvolvido pela Xiph.Org Foundation e padronizado pela Internet Engineering Task Force, é um formato de compressão com perda de dados para áudio, livre de royalties, destinado para fala e áudio geral em um formato único, mantendo baixa latência suficiente para comunicação interativa de tempo real. É de complexidade baixa o suficiente para processadores ARM3. Opus substitui Vorbis e Speex para novas aplicações. Vários testes cegos de audição o classificaram como tendo qualidade mais alta que qualquer outro formato de áudio padrão, incluindo MP3, AAC, e HE-AAC., em qualquer taxa de bits dada. É o formato de áudio usado pelo WhatsApp.